# Хронологија Народноослободилачке борбе јул 1943.
Хронолошки преглед важнијих догађаја везаних за Народноослободилачку борбу народа Југославије, који су се десили током јула месеца 1943. године:
| ← јун | ← јун | ← јун | ← јун | ← јун | ← јун | ← јун | ← јун | Хронологија Народноослободилачке борбе у 1943. | Хронологија Народноослободилачке борбе у 1943. | Хронологија Народноослободилачке борбе у 1943. | Хронологија Народноослободилачке борбе у 1943. | Хронологија Народноослободилачке борбе у 1943. | Хронологија Народноослободилачке борбе у 1943. | Хронологија Народноослободилачке борбе у 1943. | Хронологија Народноослободилачке борбе у 1943. | Хронологија Народноослободилачке борбе у 1943. | Хронологија Народноослободилачке борбе у 1943. | Хронологија Народноослободилачке борбе у 1943. | Хронологија Народноослободилачке борбе у 1943. | Хронологија Народноослободилачке борбе у 1943. | Хронологија Народноослободилачке борбе у 1943. | Хронологија Народноослободилачке борбе у 1943. | август → | август → | август → | август → | август → | август → | август → | август → |
| 1     | 2     | 3     | 4     | 5     | 6     | 7     | 8     | 9                                              | 10                                             | 11                                             | 12                                             | 13                                             | 14                                             | 15                                             | 16                                             | 17                                             | 18                                             | 19                                             | 20                                             | 21                                             | 22                                             | 23                                             | 24       | 25       | 26       | 27       | 28       | 29       | 30       | 31       |

### 1. јул
- У Кладњу генерални секретар КПЈ и Врховни командант НОВ и ПОЈ Јосип Броз Тито одржао више састанака са члановим Покрајинског комитета КПЈ за Босну и Херцеговину и Покрајинског комитета КПЈ за Војводину на којима је анализирана војно-политичка ситуација у источној Босни и Војводини и донета одлука о формирању Главног штаба НОВ и ПО Војводине, као и 16. војвођанске и 17. источнобосанске дивизије. У састав 16. војвођанске дивизије ушле су: Прва, Друга и Трећа војвођанска ударна бригада, док су у састав 17. источнобосанске дивизије ушле су: Шеста источнобосанска бригада, Прва мајевичка бригада и Мајевички партизански одред.[1][2][3]

### 5. јул
- Прва пролетерска ударна бригада и Друга војвођанска ударна бригада заузеле Зворник, присиливши један батаљон 369. легионарске дивизије, делове разбијене Прве усташке бригаде и домобранског 15. пешадијског пука, да се уз прихват делова немачке 104. ловачке дивизије и Руског заштитног корпуса, повуку преко Дрине у Србију. Међу погинулима на партизанској страни налазио се политички комесар Прве пролетерске дивизије Филип Кљајић Фића (1913—1941).[4][5]

### 12. јул
- Генерални секретар КПЈ Јосип Броз Тито обавестио Покрајински комитет КПЈ за Босну и Херцеговину да је одлуком Централног комитета КПЈ за политичког секретара ПК КПЈ за Босну и Херцеговину именован Ђуро Пуцар Стари.[6]

### 13. јул
- По наређењу Врховног штаба НОВ и ПОЈ у Словенији формиране Прва и Друга словеначка дивизија, које су касније добиле назив 14. и 15. словеначка дивизија НОВЈ. У састав Прве словеначке дивизије ушле су: Прва словеначка бригада „Тоне Томшич”, Друга словеначка бригада „Љубо Шерцер”, а у август 1943. Трећа словеначка бригада „Иван Градник” и Седма словеначка ударна бригада „Франце Прешерен”. У састав Друге словеначке дивизије ушле су: Четврта словеначка бригада „Матија Губец” и Пета словеначка бригада „Иван Цанкар”, а у август 1943. и Шеста словеначка бригада „Славко Шландер”. Командант и политички комесар Прве словеначке дивизије били су Мирко Брачич и Јоже Брилеј, а Друге словеначке дивизије Предраг Јевтић и Виктор Авбељ. Обе дивизије су 3. октобра 1943. укључене у састав Седмог словеначког корпуса НОВЈ.[1][6]

### 15. јул
- На проширеној седници Политбироа ЦК КПЈ на којој је донета одлука да се уместо Ивана Рукавине за команданта Главног штаба НОВ и ПО Хрватске постави Андрија Хебранг, за заменика команданта Иван Гошњак, а за начелника Штаба Срећко Манола. Владимир Бакрић остао је и даље на функцији политичког комесара Главног штаба. Иван Рукавина и Саво Златић именовани су тада за команданта и политичког комесара Првог хрватског народноослободилачког ударног корпуса (касније Четврти хрватски корпус). Генерални секретар КПЈ Јосип Броз Тито депешом је обавестио Централни комитет КП Хрватске и Главни штаб Хрватске да Андрија Хебранг задржава функцију политичког секретара ЦК КПХ и препоручио да се за организационог секретара ЦК КПХ постави Иван Стево Крајачић.[6]

### 16. јул
- У рејону Калесије, на путу из Бирча за Мајевицу, Прва војвођанска ударна бригада, са делом рањеника и болесника Централне болнице НОВЈ, покушала да пређе преко друма Тузла—Зворник, који је био блокиран. Услед слабе организације, прелаз није успео, а у сукобу са непријатељским снагама погинуо је новоименовани политички комесар Главног штаба НОВ и ПО Војводине, а дотадашњи комесар Прве војвођанске бригаде Слободан Бајић Паја (1916—1943), народни херој.[1][7]